# Anina Ciuciu
Anina Ciuciu (Craiova, enero de 1990) es una escritora francesa romaní, nacida en Rumanía. 

## Trayectoria
Nació en 1990 en Craiova, en una vivienda con el suelo de tierra batida de un barrio gitano. Su familia era sedentaria. Su padre trabajaba como contable y su madre como ayudante de conserje. Cuando tenía 7 años, su padre decidió emigrar a Francia.
Un traficante los abandonó a las afueras de Roma (Italia) en un campamento con otros 800 romaníes. Para sobrevivir, Ciuciu se dedicó a mendigar con su madre y sus hermanas. Tras salir de este campamento, llegaron en julio de 1997 a la ciudad de Bourg-en-Bresse en Francia. Gracias a la ayuda de dos mujeres encontraron alojamiento. Tanto ella como sus hermanas comenzaron a ir al colegio y a aprender la lengua francesa. Después de vivir un tiempo sin papeles en la clandestinidad, sus padres lograron encontrar trabajo y obtuvieron permisos de residencia.
Tras aprobar sus estudios, Ciuciu fue admitida en julio de 2012 en un máster de Derecho en la Sorbona de París y recibió una beca. Frédéric Vela, un periodista de la emisora de radio RTL que ya había publicado varias biografías exitosas, la convenció de que escribiera un testimonio sobre su viaje. Trabajó en la radio, en programas de televisión y en periódicos al mismo tiempo que se iba reafirmando como romaní y se integraba en la sociedad francesa. Se dedicó a tratar de desmontar los prejuicios por parte de la opinión pública sobre su comunidad de origen. En el verano de 2013, quince años después de establecerse en Francia, se aceptó su solicitud de nacionalidad. En septiembre de 2013, el presentador de televisión Antoine de Caunes le hizo debatir con Éric Ciotti en el plató del Grand Journal.
El 3 de abril de 2014, Ciuciu fue nombrada asesora honoraria del Primer Ministro rumano Victor Ponta en cuestiones relacionadas con los romaníes, sucediendo a Damian Drăghici.

## Obra
- Je suis tzigane et je le reste, con Frédéric Veille - 2013, City Éditions.
- « Le neuvième chapitre », en Avava Ovava, Marseille, Al Dante/La Voix des Rroms, 2014, p. 91-119.

## Vídeos
- «Anina Ciuciu, auteure de "Je suis Tzigane et je le reste" : "Toujours ce rejet qui est instinctif..."». RTL (en francés). Consultado el 10 de diciembre de 2018.
- «Anina Ciuciu : "Il faut aller vers l'autre"». franceinfo (en francés). 9 de mayo de 2014. Consultado el 10 de diciembre de 2018.
- Ciuciu, Anina (29 de junio de 2018). «"On a été obligés de s'humilier à mendier, c'est une humiliation extrême"  Anina Ciuciu nous parle de la discrimination envers les Roms». Konbini News (en francés). Archivado desde el original el 11 de diciembre de 2018. Consultado el 10 de diciembre de 2018."
- Ciuciu, Anina (13 de enero de 2014). «Quand la francophonie s'engage au féminin - Anina Ciuciu, rom et juriste, pour sortir de l'injustice». TV5 MONDE (en francés). Consultado el 10 de diciembre de 2018.
- «Francophonie: Anina Ciuciu, à 27 ans, une candidate "pour la dignité et la fierté"». TV5 MONDE. 24 de septiembre de 2017. Consultado el 10 de diciembre de 2018.

- Datos: Q16527047